# Латавия Робърсън
Латавия Мари Робърсън е американска певица и текстописец.
Става известна с дамската арендби група „Дестинис Чайлд“.
На 8-годишна възраст се запознава с Бионсе, а през 1990 г. съставят „Дестинис Чайлд“.
През 1999 г. напуска групата заедно с Летоя Лъкет. През 2007 г. започва солова кариера.
|  | Тази страница частично или изцяло представлява превод на страницата LaTavia Roberson в Уикипедия на английски. Оригиналният текст, както и този превод, са защитени от Лиценза „Криейтив Комънс – Признание – Споделяне на споделеното“, а за съдържание, създадено преди юни 2009 година – от Лиценза за свободна документация на ГНУ. Прегледайте историята на редакциите на оригиналната страница, както и на преводната страница, за да видите списъка на съавторите. ВАЖНО: Този шаблон се отнася единствено до авторските права върху съдържанието на статията. Добавянето му не отменя изискването да се посочват конкретни източници на твърденията, които да бъдат благонадеждни. |